# Roberto Dabbene
Roberto Dabbene (Turín 1864-La Plata 1938) fue un ornitólogo ítalo-argentino.
Nacido en Turín, se doctoró en 1884 en la Universidad de Génova y emigró hacia la Argentina en 1897. Después de licenciarse en química en la Universidad Nacional de Córdoba, se instaló en Buenos Aires en 1890 y trabajó en el Jardín Zoológico de la ciudad, junto a su director Clemente Onelli. Estudió las aves argentinas durante más de 40 años, escribiendo muchos de los libros más importantes sobre ornitología, teniendo como uno de sus principales colaboradores a Miguel Lillo. Sus aportes en la Asociación Ornitológica del Plata fueron muy importantes para los orígenes de dicha institución así como para el conocimiento de la avifauna argentina.
En 1900 fue nombrado naturalista viajero del Museo Nacional de Historia Natural (hoy Museo Argentino de Ciencias Naturales “Bernardino Rivadavia”) que dirigía Carlos Berg.

## Trabajos
- "Fauna Magallánica. Mamíferos y aves de la Tierra del Fuego e islas adyacentes" (1902)
- Viaje á la Tierra del Fuego y á la Isla de los Estados (1903). Boletín del Instituto Geográfico Argentino - Tomo XXI
- Ornitología argentina: catálogo sistemático y descriptivo de las aves de la República Argentina, de las regiones limítrofes inmediatas del Brasil, Paraguay, Bolivia, Chile y los archipiélagos é islas al sur y sureste del continente americano hasta el círculo polar antártico. Museo Nacional de Buenos Aires (1910)
- Los indígenas de la Tierra del Fuego: Contribución a la etnografia y anthopologia de los Fueguiros (1911)
- "Contribución a la ornitología del Paraguay", Anales del Museo Nacional de Buenos Aires 23: 283-390 (1912)
- "Notas sobre una colección de Aves de la Isla Martín García", El Hornero 1 (1917). (1): 29-34; (2): 89-96; (3): 160-168; (4): 236-248.
- "Los pingüinos de las costas e islas de los mares argentinos", El Hornero 2 (1): 1-9 (1920)
- "Tres aves nuevas para la avifauna uruguaya", El Hornero 3 (4): 422 (1926)
- "The ornithological collection of the Museo Nacional, Buenos Aires its origin, development and present condition", The Auk 43 (1): 37-46 (1926)
- "Las palomas y tórtolas de la Argentina", Revista Diosa Cazadora, Suplemento (125) (1938)

## Honores

### Eponimia
- Penelope dabbenei de Carl Eduard Hellmayr y Henry Boardman Conover
- Aegolius harrisii dabbenei Olrog, 1979
- Anthus hellmayri dabbenei Hellmayr, 1921
- Lepidocolaptes angustirostris dabbenei Esteban, 1948
- Rhynchospiza dabbenei Hellmayr, 1912.
- Diomedea dabbenena Mathews, 1929